# 侯方岳
侯方岳（1915年11月19日—2006年5月24日），四川省广安县广门乡人，中华人民共和国政治人物、历史学家。

## 生平

### 中华民国時期
1924年，侯方岳在舅公杜绍成的资助下，就读于广门乡初级小学。1930年春，考入广安县立中学。1934年胡哲先受杨森委任，出任第二十军军部驻成都办事处主任兼天府中学校长，侯方岳担任胡的秘书，负责起草文书翻译电报，并在成都天府中学中组织辅仁读书会、未名读书会、海燕社等团体。1936年11月，因宣传抗日被校方监视，离开学校，之后他与饶世俊重建中共成都特支队。12月25日，成都市各界抗日救国团体召开成立大会，侯方岳以海燕社代表选入常委。1937年10月17日，在成都市南郊青春岛加入中国共产党。1938年6月，任中共嘉乐工作委员会书记兼组织委员。1940年3月，成都爆发抢米事件，国民党开始大肆搜捕和镇压中共党员，罗世文、车耀先等人被捕，形势发生逆转。中共川康特委决定紧缩机构，疏散干部。同年6月，中共成都市委恢复，侯方岳调回成都，出任书记，负责下辖的东区、南区、西区、北区4个区委会。
1941年1月皖南事变爆发后，中共中央南方局派钱瑛到成都巡视工作，认为侯方岳已暴露，决定市委成员全部转移。侯方岳调任仁华中心县委书记，负责成都东、南、北郊10个县工作。6月，侯方岳抵达八路军重庆办事处，参加中共中央南方局会议。1941年10月30日，抵达昆明，分管滇东、滇中和昆明市部分地区的党政工作，领导一零一运动、李闻惨案后的抗议活动等；此外他还在陆良县、路南县、广南县等组织武装起义活动。第二次国共内战期间，他组建了云南人民讨蒋自救军（即中国人民解放军滇桂黔边区队前身）。
1949年1月，侯方岳代表中共云南省工委、云南人民讨蒋自救军参加中共中央华南分局和中共中央南方局在香港召开的整军会议（“南华整军会议”）。1949年8月19日，华南局通知侯方岳为华南解放区代表，出席9月21日至30日的中国人民政治协商会议第一届全体会议。10月1日，他随政协各代表团登上天安门城楼，参加中华人民共和国开国大典。

### 中华人民共和国時期
1950年2月20日，解放军攻占昆明后，侯方岳先后担任中共云南省委代秘书长、办公厅主任，云南省人民委员会委员，云南省政协常委、政协文史资料委员会主任（1959年8月至1966年2月），中共云南省委边疆工作委员会副书记，全国人民代表大会民族委员会民族调查组副组长、组长。1956年，云南省成立云南少数民族社会历史研究所（云南社会科学院的前身），侯方岳担任副所长。同年中央组建云南少数民族社会历史调查组，费孝通担任组长，侯方岳、林耀华担任副组长。
文化大革命爆发后，1965年，中央专案组在调查田家英时，发现田家英书信中提到“侯兄是我革命的领路人”（1937年田家英加入侯方岳的海燕社），之后侯方岳受到牵连被隔离审查。1969年，昆明军方请示中央军委同意后，将其隔离到军队保护。文化大革命期间，侯方岳虽受到迫害，但人身得以保全。1974年至1982年，侯方岳担任云南省历史研究所所长、云南大学副校长。1978年，他组织成立中国东南亚研究学会、百越史学会、铜鼓及华南青铜文化研究会，并当选中国东南亚研究会理事长。
2006年5月24日，侯方岳在云南昆明病逝，享年91岁。